# Notteryds naturreservat
Notteryds naturreservat, tidigare Notteryds skjutfält, är ett naturreservat i Gårdsby socken vid Toftasjön nordost om Växjö och är av stort rekreations- och friluftsvärde för stadens invånare. Även delar av sjöarna Lövsjön och Stensjön ligger inom reservatet.

## Historik
Naturreservatet är ett tidigare militärt övningsområde som togs i bruk 1943. Skjutfältet omfattade 289 hektar fastmark varav 185 hektar utgjordes av produktiv skogsmark. Skjutfältet användes av Kronobergs regemente (I 11) för övning och utbildning med handeldvapen samt granatkastare, där Gripeberg fungerade som målområde för skjutning med granatkastare. Nordost om Gripeberg fanns även en rälsbana för skjutning på rörliga mål. Från att Kosta skjutfält togs i bruk 1971, flyttades en stor del av verksamheten över dit. Notterydsområdet kom därefter att användas till för diverse terrängträning (gruppering, orientering med mera) samt för skjutningar på skjutbanan. År 1992 upphörde grundutbildningen vid Kronobergs regemente och därmed förlorade även Notteryds sin betydelse som övnings- och skjutfält till försvaret och 1999 upphörde verksamheten helt.
År 2001 överfördes marken till Naturvårdsverket. Växjö kommun var angelägen om att området kunde nyttjas för friluftsliv och att ett större skogsområde med äldre skog nära staden bevarades, ett skogsområde som på grund av skjutfältet inte hade hamnat i det moderna skogsbrukets skötsel. Sedan 2009 är Notterydsområdet förklarat som naturreservat, på området finns bland annat fornborgen Gripeberg. Det tydligaste spåret av tiden som militärt skjutfält är Lövåsens skjutbana som fortfarande används.

## Geografi
Området kännetecknas genom militärens verksamhet som har resulterat i att skogarna ofta är glesa och ljusöppna, då skogen har gallrats för påverka terrängens utseende. Över stora delar på Notterydsområdet har träden skador efter skarp skjutning med handeldvapen, granatsplitter och sprängningar. Notterydsområdet har även påfallande drag av rikedomen av stora myrstackar, något som kännetecknar äldre bondeskogar.